# Choi Seung-hee
Choi Seung-hee (kor. 최승희; ur. 24 listopada 1911 w Seulu, zm. 8 sierpnia 1969) – koreańska tancerka tańca współczesnego, uznawana za twórczynię współczesnej koreańskiej choreografii.

## Życiorys
Urodziła się w Seulu, rok po rozpoczęciu japońskiej okupacji Korei. W 1926 roku, gdy była uczennicą szkoły średniej, brat zabrał ją na występ Baku Ishiiego, twórcy nowoczesnego tańca japońskiego. Jego taniec zrobił na niej tak wielkie wrażenie, że wbrew woli rodziców udała się do Japonii i mimo początkowego sceptycyzmu Ishiiego została jego uczennicą. Czerpała inspirację ze stylu swojego mentora, jednakże za jego radą uzupełniła go o gesty i tradycyjne tematy koreańskie.
Zdobyła dużą popularność w Japonii, gdzie znano ją pod imieniem Sai Shoki. W latach 1937–1940 odbyła kilka uwieńczonych sukcesem tournée po Stanach Zjednoczonych oraz krajach Europy Zachodniej i Ameryki Łacińskiej. Podczas pobytu na Zachodnim Wybrzeżu USA zawarła znajomości z gwiazdami Hollywood, takimi jak Charlie Chaplin, Gary Cooper i Robert Taylor, a także z pisarzem Johnem Steinbeckiem. W 1939 roku wystąpiła na jednej scenie z Marthą Graham.
W czasie wojny na Pacyfiku swoimi występami wspierała wysiłki japońskiej propagandy wojennej.
Pod naciskiem rodziny poślubiła lewicowego pisarza An Maka. W 1946 roku wraz z nim przeniosła się do Korei Północnej. Została wysokiego szczebla urzędniczką ds. kultury, a swoją choreografię odpowiednio dostosowała do wymogów „sztuki rewolucyjnej”. W latach 60. wraz z mężem padła ofiarą jednej z czystek wewnątrz Partii Pracy Korei. Okoliczności jej śmierci nie są znane; ostatnia znana wzmianka na jej temat, która pojawiła się w północnokoreańskich publikacjach z tamtego okresu, pochodzi z 1964 roku.
W 2003 roku została zrehabilitowana. Władze północnokoreańskie urządziły jej oficjalny pogrzeb na Cmentarzu Patriotów w Pjongjangu. Na jej nagrobku jako data śmierci widnieje 8 sierpnia 1969 roku, aczkolwiek według niektórych źródeł mogła umrzeć dopiero w 1975 roku.
Z przyczyn politycznych w obu państwach koreańskich Choi Seung-hee przez długi czas pozostawała zapomniana. Obecnie jest uznawana za twórczynię współczesnej koreańskiej choreografii.